# Memòria de bombolla

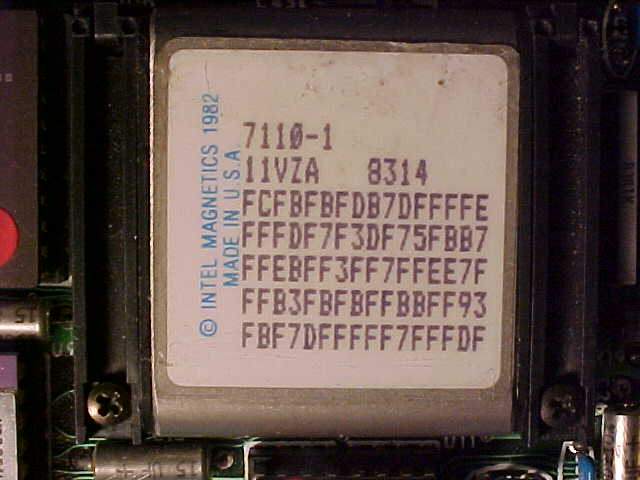
Memòria de bombolla Intel 7110

La memòria de bombolla (Bubble memory)és un tipus de memòria d'ordinador d'emmagatzematge no volàtil que utilitza una pel·lícula de material magnètic de petit gruix que conté petites zones magnetitzades conegudes com a bombolles, que emmagatzemen un bit de dades cada una.
A diferència del que passa amb la memòria de només lectura (ROM), es pot escriure a la memòria de bombolles. També a diferència de la memòria d'accés aleatori (RAM), les dades emmagatzemades en les bombolles de memòria romandran allà fins que es modifiquin, fins i tot quan s'apaga l'equip. Per tant, la memòria de bombolla s'ha utilitzat en entorns en què un equip ha de tenir la capacitat de recuperar-se d'una manca d'energia elèctrica, amb una pèrdua mínima de dades. L'ús i la demanda de memòries de bombolla ha desaparegut amb l'adveniment de la memòria flash, que és més barata i de més fàcil producció.
la memòria de bombolla va sorgir a principis de 1970, com una tecnologia prometedora, però fou un fracàs comercial a causa de la ràpida caiguda dels preus de discs durs (HD) a principis de 1980.

## Altres tipus de memòries digitals
- Memòria de condensador. (Atanasov)
- Línies de retard acústiques
- Memòria racetrack
- Memòria CCD
- Memòria hologràfica
- Selectró
- Tub Williams